# Jorge Andy
Jorge Klever Andy Tiwi (ur. 15 lipca 1998) – ekwadorski zapaśnik walczący w stylu wolnym. Zajął siódme miejsce na mistrzostwach panamerykańskich w 2023. Brązowy medalista igrzysk boliwaryjskich w 2022 roku.